# Больше-Банные источники
Больше-Банные — минеральные горячие источники в южной части полуострова Камчатка. Находятся на территории Камчатского края России
Первое описание ключей сделал С. П. Крашенинников после посещения их в январе 1738 г.
Расположены на надпойменной террасе левого берега реки Банной и представлены 24 группами на термальной площади около 1,5 км. Всего здесь насчитывается более 550 рассеянных выходов.
Минерализация воды 3,23 г/л. По химической структуре воды преимущественно сульфатный натриевый с общей минерализацией 0,7-1,4 г/л с содержанием кремнекислоты до 300 мг/л. В воде и гейзерите присутствуют в незначительных количествах бор и мышьяк. В составе спонтанного попутного газа преобладают азот и углекислый газ.
Дебит Больших Банных источников около 60 л/с, минерализация — 1,13 г/л, температура воды выше точки кипения, содержание кремниевой кислоты — 0,23 г/л.